# (5449) 1992 US5
Az (5449) 1992 US5 a Naprendszer kisbolygóövében található aszteroida. Ueda és Kaneda fedezte fel 1992. október 28-án.